# Amadís de Trapisonda
Amadís de Trapisonda es un personaje del ciclo caballeresco de Amadís de Gaula.

## Amadís de Trapisonda en elLibro vigesimocuarto y último de Amadís de Gaula
Según El vigesimocuarto y último libro de Amadís de Gaula, obra anónima alemana publicada por primera vez en Fráncfort en 1595, Amadís de Trapisonda fue hijo de Safiramán, el hijo primogénito de Esferamundi de Grecia, emperador de Trapisonda (hijo de Rogel de Grecia), y su esposa Ricarda, hija del emperador de los partos. En el capítulo final de dicha obra se dice que Safiramán tuvo con su esposa Rosorea dos hijos llamados Orliandro y Amadís de Trapisonda.

## Amadís de Trapisonda enLe Romant des Romants
En el capítulo II de la primera parte de la serie caballeresca francesa Le Romant des Romans, que es el vigesimoquinto libro del ciclo amadisiano francés, escrita por Gilbert Saulnier Duverdier y publicada en 1626, se dice que Amadís de Trapisonda era hijo de Amadís de Grecia y su esposa la emperatriz Niquea, y que su nacimiento fue jubilosamente celebrado. En el capítulo VIII se dice que el niño recibió ese nombre por su gran semejanza física con su padre y que a los tres meses de edad fue raptado por el sabio pagano Dorión, quien había adivinado que sería uno de los pilares de la cristiandad pero que también salvaría su vida. La intención de Dorión era criarlo en el paganismo en la ínsula Monstruosa hasta que efectivamente le salvara la vida y después mantenerlo encantado. Por su parte, Urganda la Desconocida tranquiliza a Florisel de Niquea, hermano mayor del niño, con una profecía que anuncia que llegaría a ser liberado. 
En el capítulo XXV de la segunda parte de Le Romant des Romans, que es el vigesimosexto libro del ciclo amadisiano francés y se publicó en dos tomos en 1627 y 1628, Amadís de Trapisonda, ya adolescente, es efectivamente liberado por el francés Alcidamante, hijo de los marqueses de Monte Claro. A solicitud del joven Amadís, Alcidamante lo arma caballero. Enseguida, un carro mágico aparece por los aires y se lleva a Amadís consigo.
Amadís de Trapisonda reaparece en la tercera parte de Le Romant des Romans, el vigesimosétimo y último libro del ciclo amadisiano francés, publicado en tres tomos en 1629, y es el verdadero protagonista de esta obra. Amadís inicia sus aventuras caballerescas salvando de morir ahogado a Floridán de Persia, hijo de Rogel de Grecia y la emperatriz Persea de Persia, en las costas del imperio de Martaria. En Martaria, Amadís se enamora de la bellísima princesa Palmirena, hija del monarca de aquellas tierras, quien corresponde a sus sentimientos y con la que contrae secretamente matrimonio, mientras que Floridán se casa con Amplamira, hermana de Palmirena. Los dos príncipes logran huir de Martaria con sus esposas, pero cuando están a punto de caer en manos del indignado emperador de Martaria son encantados en la Torre de Cristal. Tiempo después son desencantados por Rozalmundo de Grecia, hijo de Esferamundi y por consiguiente sobrino bisnieto de Amadís de Trapisonda. Este continúa dando cima a nuevas hazañas, entre ellas la aventura del Castillo del Tesoro, hasta que en el capítulo final de la obra, el emperador de Martaria, convertido al cristianismo, abdica a su favor. 